# Jan Inglot (1908–1993)
Jan Inglot s. Michała (ur. 18 lipca 1908 w Mechanicville, zm. 24 grudnia 1993 w Łańcucie) – polski inżynier mechanik oraz nauczyciel.

## Życiorys
Syn Michała i Marii z domu Lew zamieszkałych w Albigowej koło  Łańcuta. W 1929 ukończył   Państwowe Gimnazjum im. H. Sienkiewicza w Łańcucie. Następnie podjął studia na Wydziale Mechanicznym Politechniki Lwowskiej, które ukończył w 1939. W czasie studiów działał społecznie w Kole Albigowiaków i był znanym we Lwowie korepetytorem z matematyki. W latach 1937–1938 pracował przy budowie gazociągu w firmie Polmin. Po wybuchu wojny wrócił do Albigowej, gdzie pracował jako przewodniczący zarządu Spółdzielni Mleczarskiej oraz uczestniczył w tajnym nauczaniu. Od 1 września 1947 do przejścia na emeryturę 1 września 1973 pracował w Gimnazjum i Liceum Mechaniki Rolnej (później Technikum Mechanizacji Rolnictwa) w  Łańcucie. Współpracując z Departamentem Oświaty Rolniczej, odegrał znaczącą rolę w układaniu planów i programów nauczania w szkołach mechaniki rolnej. 
W latach 1950–1960 był zastępcą dyrektora technikum, a w latach 1960–1968 dyrektorem. Dzięki jego wysiłkom wybudowano i wyposażono nowy budynek szkolny, warsztaty szkolne oraz szereg budynków gospodarczych. Uczył przedmiotów zawodowych oraz, szczególnie ulubionej, matematyki. Był odznaczony odznaką Zasłużony dla Rolnictwa (1975), Medalem Komisji Edukacji Narodowej (1980) oraz Złotym Krzyżem Zasługi (1983). Uchwała Rady Powiatu  Łańcuckiego z dnia 24 czerwca 2011 został patronem Technikum nr 3 Zespołu Szkół Technicznych w Łańcucie. Pochowany na cmentarzu komunalnym w Łańcucie.